# Бурда Раїса Іванівна
Бурда Раїса Іванівна (нар. 6 лютого 1943, с. Драбинівка Новосанжарського району Полтавської області) — український ботанік-еколог, доктор біологічних наук (1989), професор (1992).

## Біографія
Раїса Іванівна Бурда народилась 6 лютого 1943 року в селі Драбинівка Новосанжарського району Полтавської області. Після закінчення Драбинівської середньої школи навчалась в Кримському педагогічному інституті, який закінчила в 1965 році. З 1965 до 1968 рр. в цьому ж інституті у місті Сімферополі працювала асистенткою кафедри ботаніки. З 1973 року працювала в Донецькому ботанічному саду НАН України, спочатку старшою науковою співробітницею, а з 1986 по 1989 — завідувачкою відділу природної флори. В 1989—1998 рр. обіймала посаду заступниці директора. Від 2000 року — завідувачка лабораторії фітобіотичного моніторингу Інституту агроекології та біотехнології УААН (Київ). Також з 1998 року Р. І. Бурда працювала професоркою кафедри агроекології Національного аграрного університету.

## Наукова діяльність
Бурда Раїса Іванівна працювала над питанням вивчення та охорона рослинного покриву в антропогенно перетворених регіонах. Опрацьовувала біологічну різноманітність агроландшафтів. Вона обґрунтувала регіональну перспективну систему природоохоронних територій з метою збереження біологічного розмаїття її фітобіоти Південно-Східної України. Бурда Р. І. — авторка нового напряму досліджень — аналізу складу і структури флори для спрямованої трансформації рослинного покриву; методу флороізолятів та першої типології трансформованих флор.
Разом з Василем Придатком підготувала базовий підручник з ландшафтної екології .

## Досягнення і відзнаки
- 1989 р. — доктор біологічних наук
- 1992 р. — професорка
- 1992 р. — іменні диплом і медаль за видатні досягнення в галузі ботаніки Міжнародного біографічного центру (Кембридж)
- 1994 р. — премія імені М. Холодного НАН України
- 2015 р. — Лауреатка Державної премії України в галузі науки і техніки

## Науковий доробок: монографії, підручники, довідники
1. Промышленная ботаника. К., 1980 (співавторство)
2. Конспект флоры юго-востока Украины. К., 1985 (співавторство)
3. Каталог растений Донецкого ботанического сада. К., 1988 (співавторство)
4. Антропогенная трансформация флоры. К., 1991
5. Методика дослідження адаптивної стратегії чужорідних видів рослин в урбанізованому середовищі: монографія / Р. І. Бурда, О. А. Ігнатюк ; Нац. акад. наук
6. Мінливість синантропних популяцій рослин. Д., 1997 (співавторство)
7. Екофлора України. К., 2001 (співавторство).